# John Smith (football)
Pour les articles homonymes, voir John Smith et Smith.
John Smith est un footballeur et rugbyman international écossais, né le 12 août 1855, à Mauchline, Ayrshire et mort le 15 décembre 1937 . Évoluant au poste d'attaquant au football et avant au rugby, il a la particularité de compter 10 sélections pour 10 buts inscrits en équipe d'Écosse de football et d'avoir joué à neuf occasions avec les Lions britanniques.

## Biographie

### Carrière en club
Natif de Mauchline, Ayrshire, il commença à jouer pour le club local (en) avant de s'engager pour l'équipe d'Edinburgh University (en), où il était étudiant en médecine. Après avoir fini ses études, il s'engagea pour l'un des clubs phares de l'époque, Queen's Park.
Il y remporta 3 Coupes d'Écosse et fut d'ailleurs le premier jouer à inscrire un hat-trick en finale de Coupe d'Écosse, en 1881 lors du match à rejouer contre Dumbarton. Il participa aussi à une finale de FA Cup perdue contre Blackburn Rovers, à une époque où certains clubs écossais participaient à la FA Cup (en).
Il avait la particularité de souvent jouer sous le pseudonyme de J.C. Miller et il accomplit quelques piges en tant qu'invité avec les clubs de Corinthian, Swifts (en) et Liverpool Ramblers. Il fut banni par la Fédération écossaise de football et interdit de jouer avec n'importe quel club de la ligue ainsi qu'avec l'équipe d'Écosse de football après avoir joué en 1885 avec Corinthian contre un club anglais professionnel, ce qui allait à l'encontre des règles édictées par la Fédération.
En ce qui concerne sa carrière de rugby, il joua pour Edinburgh University RFC et Murrayfield Wanderers RFC (en) et a été appelé en équipe d'Écosse en 1876 mais sans avoir pu jouer. Il fut sélectionné avec les Lions britanniques pour leur tournée en Nouvelle-Zélande et en Australie en 1888 (en), pendant laquelle il jouera à neuf occasions, sans toutefois participer au moindre test.
En plus de sa double carrière sportive, il officia aussi à haut niveau comme arbitre de football et de rugby, arbitrant même des rencontres internationales. Enfin, diplômé en médecine de l'université d'Édimbourg, il se consacra à la médecine après avoir raccroché les crampons. Pendant sa carrière sportive, il était d'ailleurs souvent appelé Dr John Smith. Il exerça la médecine à Kirkcaldy, Fife où il continua à vivre jusqu'à son décès, en 1937.

### Carrière internationale
John Smith reçoit 10 sélections en faveur de l'équipe d'Écosse. Il joue son premier match le 3 mars 1877, pour une victoire 3-1, au Oval de Kennington, contre l'Angleterre en match amical. Il reçoit sa dernière sélection le 15 mars 1884, pour une victoire 1-0, au Cathkin Park de Glasgow, contre l'Angleterre en British Home Championship. Il inscrit 10 buts lors de ses 10 sélections, dont un triplé et deux doublés.
Il participe avec l'Écosse au British Home Championship de 1884.

#### Buts internationaux
| no | Date         | Lieu                    | Adversaire     | Évolution | Score final | Compétition               |
| -- | ------------ | ----------------------- | -------------- | --------- | ----------- | ------------------------- |
| 1  | 5 avril 1879 | The Oval, Kennington    | Angleterre     | 3-1       | 4-5         | match amical              |
| 2  | 7 avril 1879 | Acton, Wrexham          | Pays de Galles | 2-0       | 3-0         | match amical              |
| 3  | 7 avril 1879 | Acton, Wrexham          | Pays de Galles | 3-0       | 3-0         | match amical              |
| 4  | 12 mars 1881 | The Oval, Kennington    | Angleterre     | 1-0       | 6-1         | match amical              |
| 5  | 12 mars 1881 | The Oval, Kennington    | Angleterre     | 3-1       | 6-1         | match amical              |
| 6  | 12 mars 1881 | The Oval, Kennington    | Angleterre     | 5-1       | 6-1         | match amical              |
| 7  | 10 mars 1883 | Bramall Lane, Sheffield | Angleterre     | 1-0       | 3-2         | match amical              |
| 8  | 10 mars 1883 | Bramall Lane, Sheffield | Angleterre     | 2-1       | 3-2         | match amical              |
| 9  | 12 mars 1883 | Acton, Wrexham          | Pays de Galles | 1-0       | 3-0         | match amical              |
| 10 | 12 mars 1884 | Cathkin Park, Glasgow   | Angleterre     | 1-0       | 1-0         | British Home Championship |

## Palmarès
- Queen's Park :
  - Vainqueur de la Coupe d'Écosse en 1881, 1882 et 1884
  - Finaliste de la FA Cup en 1884